# Йота
 Тази статия е за гръцката буква.  За десетичната представка вижте Йота-.  
Йота (главна буква Ι, малка буква ι) е деветата буква от гръцката азбука. В гръцката бройна система с тази буква се означава 10.